# Альберг, Петур
Петур Альберг (фар. Petur Alberg; 15 декабря 1885, Торсхавн, Фарерские острова — 1940, Фарерские острова) — фарерский композитор, музыкант, скрипач, поэт; автор гимна Фарерских островов.
Около 1900 года научился играть на скрипке. Сочинил мелодии к нескольким стихотворениям Ханса Андреаса Дьюрхуса.
Наиболее известен как автор музыки гимна Фарерских островов (1906) на слова поэта Симуна ав Скарди «Ты, прекрасная моя земля» (фар. Tú alfagra land mítt).
Петуру Альбергу принадлежит также музыкальное сочинение «Tjaldur, ver welcomed». Он автор 18 песен на фарерском языке Songbók Føroya.